# Anders Nicander
Anders Nicander, född 29 augusti 1707 i Näshults socken i Jönköpings län, död 8 mars 1781 i Västervik i Kalmar län, var en svensk professor, författare, översättare och tullkontrollör.

## Biografi
Anders Nicander var son till kyrkoherde Magnus Nicander och Anna Böttger samt sonson till kyrkoherde Magnus Petri Nicander. Vidare var han bror till kyrkoherde Israel Nicander och brorson till rektor Petrus Nicander. Fadern avled när han var två och han växte därför delvis upp hos en morbror i Karlshamn. Han studerade vid Lunds universitet men flyttade till Stockholm 1728 för en tjänst som informator hos Johan von Bahr. 1732 blev han lärare för von Fersens söner, men lämnade läraryrket 1737 då han blev kontrollör vid stora sjötullen i Västervik. 1762 fick han professors namn.
Nicanders diktning kännetecknas av hans otidsenliga bruk av hexameter och formmässigt avancerade tillfällesdikter.

### Familj
Han gifte sig första gången 1739 med Gertrud Christina Du Rietz (1707–1742), dotter till häradshövdingen assessor Gustaf Samuel Du Rietz och Catharina Lundia. Andra gången gifte han sig 1744 med Eva Böök (död 1745), dotter till postmästaren och rådmannen Lars Böök och Margareta Bergman. Tredje gången gifte han sig med Elisabet Schörling (1729–1757), dotter till prosten, kyrkoherde Anders Schörling och Brita Thel. Fjärde gången gifte han sig 1758 med Lovisa Margareta Apiaria (1724–1782), dotter till borgmästaren Reinhold Apiarius och Catharina de Rees.

### Översättningar (urval)
- Histoire secrete, eller: Historiske hemligheter angående drottning Elisabeth, och grefwen af Essex (Stockholm, 1732)
- Molière: Le mariage forcé ; eller Det twungna gifftermålet (Stockholm, 1733)
- Vergilius: P. Virgilii Maronis Æneis eller den trojanske furstens Æneæ hjelte-bragder och äventyrer (Stockholm, 1751)
- Vergilius: P. Virgilii Maronis Ecloger eller Herda-qväden (Stockholm, 1752)
- Konung Salomos ord-språk (Calmar, 1760)